# Cercanías Málaga

Sieć kolejowa Cercanías Málaga

Cercanías Málaga – sieć podmiejskiej kolei w Maladze i prowincji Malaga, będąca częścią Renfe. Sieć składa się z 70 km torów oraz 24 stacji. Obecnie w eksploatacji są dwie linie podmiejskie. W przyszłości system ma zostać zintegrowany z budowanym metrem w Maladze.

## Linie i stacje
Málaga - Aeropuerto - Fuengirola
 Málaga-María Zambrano - Álora